# Tetrafluorometilfosforano
Tetrafluorometilfosforano (TFMP) é um composto organofosforado de formulação {\displaystyle {\ce {CH3F4P}}}.  É um composto de fósforo pentavalente. Emissor de Fluorometano, é um alquilante e halogenante relativamente instável. Fluoreto de trifluoro(metil)fosfânio existe em menor equilíbrio que sua variante Tetraclorada. É um precursor químico de baixa importância.